# 稻德國真遠
稻德國真遠，或稱「稻國立真遠」，是一迷因產下的臺灣流行語，分別取一字作諧音代表五間臺南市及嘉義縣的私立大專院校：稻江、立德（現康寧大學）、興國（現中信金融管理學院）、真理（麻豆校區）、致遠（現首府大學），而最早的德是指宏國德霖科技大學，後來媒體改為立德大學，而這個諧音是起源於1999年後部分學校改制為大學，台北車站補習街因而甚傳的流行語。隨後甚有延伸為「到德國義大利真遠」，加入高雄市以及新竹縣的義守大學、大華科技大學、宏國德霖科技大學（或是樹德科技大學）。
截至2021年，稻江、原立德校區、真理麻豆校區已經停招。
2022年，致遠（當時為首府大學）宣布停辦。媒體宣稱稻德國真遠皆以停辦或轉型，走入歷史。

## 含義
「稻德國真遠」五字代表五所長期招生困難的大專院校，也代表其入學考試錄取分數極低，並且地處窮鄉僻壤，因而可謂「到國立（入學成績）真遠」。

## 起因
台灣數個民間團體於1994年4月10日發起「410教改大遊行」活動，並成立410教改聯盟持續推動台灣教育改革，引起社會各界廣大迴響。其提出的四項訴求分別為：
- 落實小班小校
- 廣設高中大學
- 推動教育現代化
- 制定教育基本法

往後數年台灣國內大學數量大幅增加。由立德管理學院升格的立德大學，於2008年升格大學的一次招生中，曾經錄取一名於大學指考中僅獲7.69分的應考生至資源環境學系就讀學士學位課程，廣受社會嘩然，自此「7分上大學」成為台灣熱門話題。翌年該校系更已經停收高中畢業生，並更名為「休閒資源暨綠色產業研究所」，供在職人士就讀。

## 少子化
發行《大學問》的德岏科技創意執行長魏佳卉指出，統測只13萬名考生，卻4,500多個科系可選填，就算全上榜，一個科系也招不到30人，最終面臨後段私校陸續停招或停辦。

## 結束
創立於2000年的興國管理學院，2015年由中信集團接手改名為中信金融管理學院，註冊率接近100%，是5校中唯一轉型成功。真理大學台南校區於在2019年舉辦最後一屆畢業典禮後不再招生。立德大學於2010年與康寧護專合併為康寧大學，2020年台南校區宣部停招。稻江科技暨管理學院在2020年宣布停招、停辦，2021年7月31日走入歷史；2010年升格改名為台灣首府大學的致遠管理學院，則因少子化衝擊、註冊率低迷，於2022年宣布停辦。